# Nurmijärvi
Nurmijärvi es un municipio rural de Finlandia y uno de los municipios rurales más poblados, con 40,796 habitantes en 2013. Está situado en la región de Uusimaa. Está a 37 kilómetros al norte de la capital de Finlandia, Helsinki. Los cuatro pueblos más grandes del municipio son Klaukkala, Nurmijärvi, Rajamäki y Röykkä.

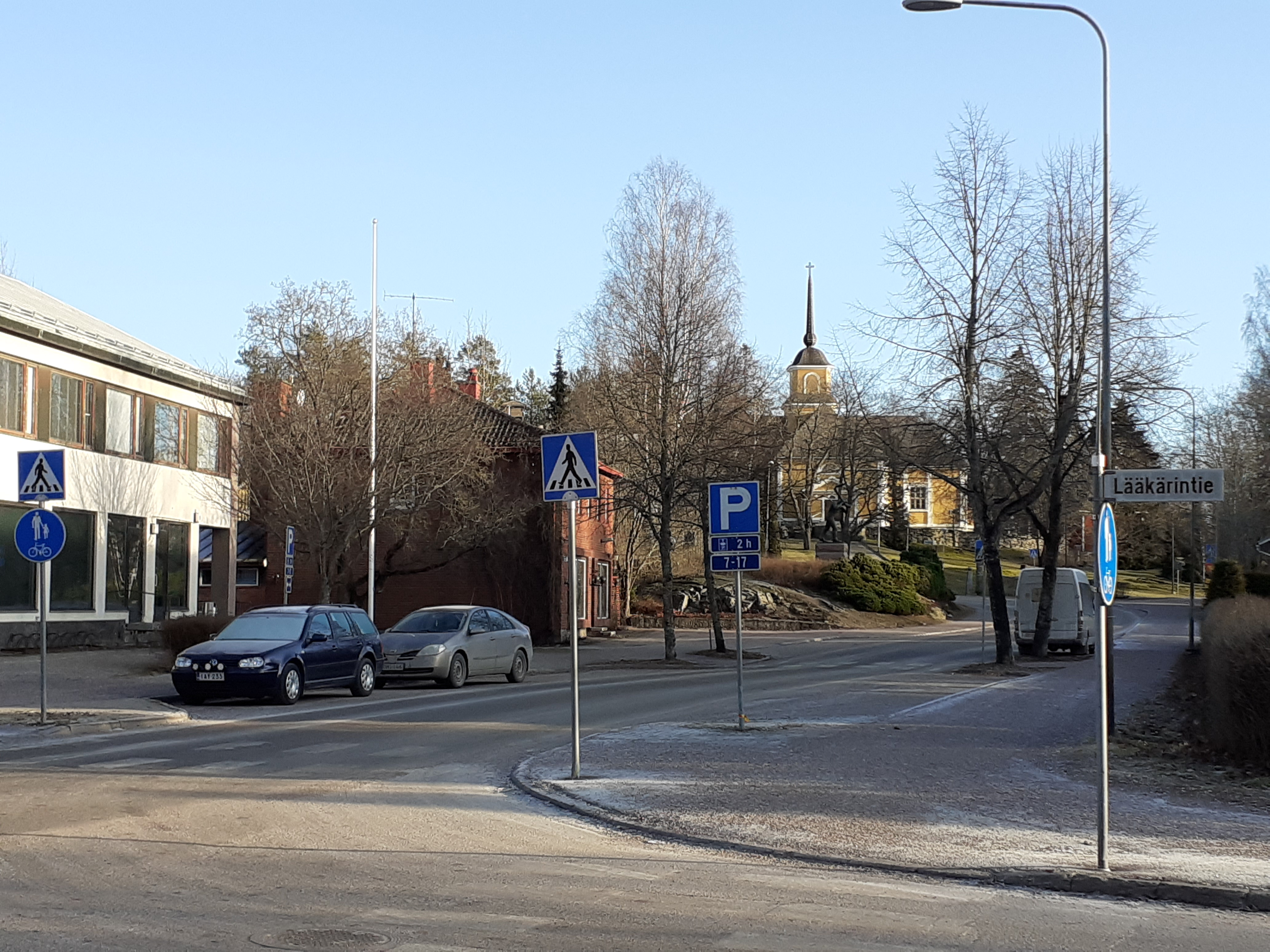
El centro de Nurmijärvi.

Es conocido por ser el lugar de nacimiento del escritor Aleksis Kivi, del fotógrafo Tero Puha y de los guitarristas Timo Tolkki y Mikko Lindström.

## Historia
A mediados de 1400, el área que en el futuro sería conocida como Nurmijärvi tuvo suficiente habitantes para formar los primeros pueblos. En el año 1540 había 15 pueblos y 115 casas. Al final del siglo XVI y durante el siglo XVII se encontraron 3 fincas: Numlahti, Kytäjä y Raala. En Numlahti hubiero industrias de pequeña escala, como molinos y aserraderos, más tarde también una central de energía, una fábrica de ladrillos y una lechería.
En el año 1775 Nurmijärvi se convirtió en su propia área administrativa. 
En el siglo XVIII el comercio de la madera creció en Helsinki. Los comerciantes vendían madera a los países extranjeros, especialmente a Holanda. La ubicación cercana de los bosques hizo a Nurmijärvi una área perfecta para la economía forestal. La finca de Raala compró las primeras modernas hojas de sierra de Finlandia. Las hojas eran más delgadas, que hicieron posible cortar la madera más rápido y eficiente. 
En 1820 a 1822 Nurmijärvi era el cuartel general de bandoleros. No era un solo grupo, sino unos cuantos grupos independientes. Al comienzo solo robaban cosas pero después comenzaron también a matar durante los asaltos. Los grupos usaban los bosques y conexiones con los lugareños para escaparse y evitar a las autoridades.  Los bandoleros de Nurmijärvi fueron bien conocidos en el país y su fin llegó cuando el imperio envió 700 soldados para detener a los hombres. 

### Auge en la economía
En el siglo XIX el crecimiento de Helsinki, especialmente después del traslado de la capital a Helsinki, inició un auge en la economía forestal. Según una aproximación en 1830 cerca del 70 % de los ingresos en Nurmijärvi vinieron de la economía forestal. Al final del siglo comenzó la industrialización en otros campos también. El pueblo de Rajamäki creció con la fábrica de levadura, pronto la fábrica fue la más grande en la producción de levadura y destilación de alcohol en Finlandia. En Hyvinkää se produjo lana y en el pueblo Nurmijärvi hubo la primera fábrica de medicinas en Finlandia. El crecimiento de Helsinki atraía más y más trabajadores a la capital, especialmente constructores y criados.
El dueño de la finca Kytäjä compró uno de los primeros automóviles de Finlandia en 1900.
La construcción del ferrocarril aumentó la importancia y el tamaño de Hyvinkää, lo que la llevó a su independencia en 1917.

### Las guerras
Durante la guerra civil de Finlandia en 1918 los «rojos» con conexiones al comunismo tomaron el control del área Nurmijärvi. Ellos juntaron armas y otras posesiones. Las personas que resistieron la captura, se enfrentaron a violencia. Bien conocidos casos son los asesinatos de los moradores de la finca Raala y el jefe de la estación de tren en Rajamäki. Durante el control de 3 meses de los rojos no hubo grandes batallas en el área y soldados fueron enviados a batallas en otros lugares.  Los rojos perdieron el control en abril de 1918 cuando su lado ha perdido batallas por todas partes en Finlandia. Los blancos que representaban al estado, tomaron el control en Nurmijärvi con la ayuda de soldados de Alemania  que fueron enviados a Finlandia para apoyar en la lucha contra los rojos. La violencia continuó  cuando los blancos ejecutaron en Perttula cerca de 35 personas con conexiones a los rojos. 
Durante la Segunda Guerra Mundial la fábrica en Rajamäki produjo las botellas para los cóctel molotovs que Finlandia usó contra la Unión soviética. En las botellas fue inscrito la palabra “Rajamäki” y por eso bombarderos fueron enviado a destruir la fábrica. La torre de la iglesia fue camuflada y dos torres de defensa antiaérea fueron construidas. La fábrica continuó activa durante toda la guerra pese a los intentos de los soviéticos. Después del acuerdo de paz con la Unión soviética en 1944 Nurmijärvi hizo su propia parte alojando a personas de áreas, que fueron perdidas. 
Entre los años 1920 y 1950  el lago “Nurmijärvi” fue secado para crear más tierra para la hacienda. El lago estuvo ubicado cerca del pueblo Nurmijärvi.

### Después de las guerras
Después de la guerra los pueblos del sur y más cerca a la capital crecieron más y más rápido. Rajamäki cedió a Klaukkala su lugar como el más grande pueblo de Nurmijärvi en 1970.